# Marenanuka
Marenanuka é uma localidade do Kiribati.